# Associazione Sportiva Biellese 1980-1981
Questa voce raccoglie le informazioni riguardanti l'Associazione Sportiva Biellese nelle competizioni ufficiali della stagione 1980-1981.

## Rosa
| N. |                   | Ruolo | Calciatore         |
| -- | ----------------- | ----- | ------------------ |
|    | Italia (bandiera) | A     | Roberto Baldan     |
|    | Italia (bandiera) | P     | Maurizio Baratella |
|    | Italia (bandiera) | A     | Giorgio Biagetti   |
|    | Italia (bandiera) | C     | Luigi Bizzotto     |
|    | Italia (bandiera) | D     | Roberto Brovarone  |
|    | Italia (bandiera) | D     | Stefano Capozucca  |
|    | Italia (bandiera) | P     | Claudio Fasulo     |
|    | Italia (bandiera) | D     | Claudio Felletti   |
|    | Italia (bandiera) | C     | Giuseppe Ferrari   |
|    | Italia (bandiera) | D     | Enzo Francisetti   |
|    | Italia (bandiera) | C     | Paolo Guidetti     |

| N. |                   | Ruolo | Calciatore         |
| -- | ----------------- | ----- | ------------------ |
|    | Italia (bandiera) |       | Ivaldi             |
|    | Italia (bandiera) | C     | Salvatore Jacolino |
|    | Italia (bandiera) | C     | Ivan Marchesi      |
|    | Italia (bandiera) | A     | Gianni Mocca       |
|    | Italia (bandiera) | C     | Mario Morello      |
|    | Italia (bandiera) | C     | Maurizio Musso     |
|    | Italia (bandiera) |       | Pietroboni         |
|    | Italia (bandiera) | D     | Mauro Sadocco      |
|    | Italia (bandiera) | A     | Fabio Scienza      |
|    | Italia (bandiera) | D     | Stefano Serami     |
|    | Italia (bandiera) | D     | Renato Tugliach    |

## Risultati

### Campionato

#### Girone di andata
| 28 settembre 1980 1ª giornata | Biellese | 3 – 0 | Pro Patria |  |

| 19 ottobre 1980 2ª giornata | Fanfulla | 3 – 1 | Biellese |  |

| 9 novembre 1980 3ª giornata | Omegna | 3 – 1 | Biellese |  |

| 30 novembre 1980 4ª giornata | Biellese | 1 – 0 | Alessandria |  |

| 21 dicembre 1980 5ª giornata | Biellese | 0 – 0 | Savona |  |

| 12 gennaio 1981 6ª giornata | Rhodense | 2 – 0 | Biellese |  |

| 5 ottobre 1980 7ª giornata | Arona | 0 – 0 | Biellese |  |

| 26 ottobre 1980 8ª giornata | Biellese | 2 – 1 | Seregno |  |

| 16 novembre 1980 9ª giornata | Biellese | 2 – 2 | Carrarese |  |

| 7 dicembre 1980 10ª giornata | Pavia | 1 – 0 | Biellese |  |

| 28 dicembre 1980 11ª giornata | Pergocrema | 0 – 0 | Biellese |  |

| 19 gennaio 1981 12ª giornata | Biellese | 2 – 1 | Legnano |  |

| 12 ottobre 1980 13ª giornata | Biellese | 1 – 0 | Lecco |  |

| 2 novembre 1980 14ª giornata | Derthona | 2 – 1 | Biellese |  |

| 23 novembre 1980 15ª giornata | Asti TSC | 1 – 0 | Biellese |  |

| 14 dicembre 1980 16ª giornata | Lucchese | 1 – 0 | Biellese |  |

| 5 gennaio 1981 17ª giornata | Biellese | 0 – 2 | Casatese |  |

#### Girone di ritorno
| 1º febbraio 1981 18ª giornata | Pro Patria | 2 – 0 | Biellese |  |

| 22 febbraio 1981 19ª giornata | Biellese | 2 – 0 | Fanfulla |  |

| 15 marzo 1981 20ª giornata | Biellese | 1 – 2 | Omegna |  |

| 12 aprile 1981 21ª giornata | Alessandria | 2 – 2 | Biellese |  |

| 10 maggio 1981 22ª giornata | Savona | 2 – 1 | Biellese |  |

| 31 maggio 1981 23ª giornata | Biellese | 1 – 1 | Rhodense |  |

| 8 febbraio 1981 24ª giornata | Biellese | 0 – 0 | Arona |  |

| 1º marzo 1981 25ª giornata | Seregno | 1 – 1 | Biellese |  |

| 29 marzo 1981 26ª giornata | Carrarese | 1 – 0 | Biellese |  |

| 26 aprile 1981 27ª giornata | Biellese | 1 – 1 | Pavia |  |

| 17 maggio 1981 28ª giornata | Biellese | 3 – 1 | Pergocrema |  |

| 7 giugno 1981 29ª giornata | Legnano | 2 – 1 | Biellese |  |

| 15 febbraio 1981 30ª giornata | Lecco | 3 – 1 | Biellese |  |

| 8 marzo 1981 31ª giornata | Biellese | 0 – 0 | Derthona |  |

| 5 aprile 1981 32ª giornata | Biellese | 1 – 0 | Asti TSC |  |

| 3 maggio 1981 33ª giornata | Biellese | 0 – 0 | Lucchese |  |

| 24 maggio 1981 34ª giornata | Casatese | 1 – 1 | Biellese |  |